# Marschalkó János Pál
Marschalkó János Pál (Buda, 1864. május 13. – Budapest, 1943. július 5.) jogi doktor, királyi törvényszéki bíró.

## Élete
Marschalkó János akadémiai szobrászművész és Giergl Hedvig fia. Tanulmányait Budapesten az ágostai evangélikus főgimnáziumban és a jogi egyetemen végezte. 1888-tól másfélévi külföldi tanulmányutat tett, tíz hónapig Párizsban hallgatta a jogi előadásokat és a bírósági tárgyalásokat; azután Londonban és Berlinben tartózkodott. Hazajövet bírósági szolgálatba állott, ahonnét Szilágyi Dezső akkori igazságügyi miniszter berendelte szolgálattételre a minisztériumba, ahol mint törvényszéki bíró a törvényelőkészítő osztályban működött.
Eleinte szépirodalmi cikkeket írt különféle heti és napilapokba, majd jogi cikkeket a szaklapokba, különösen a Jog és Jogtudományi Közlönybe (1897-99.) Az igazságügyi igazgatásról megjelentett nagy jogszabálygyűjteményeit évtizedeken keresztül használták segédkönyvekként.

## Munkái
- A hatályban levő igazságministeri rendeletek rendszeres gyűjteménye. A m. kir. igazságminister megbizásából. Budapest, 1896. Hat kötet. (I. Az igazságszolgáltatás közegei, II. Polgári perrendtartás. Kereskedelmi váltó- és csődeljárás. Végrehajtás. Telekkönyv. III. Birtokrendezés. Bányaügyek. Családjog. Örökösödési eljárás. Határőrvidék és Fiume. IV. Büntetőjog és eljárás. Jogsegély. V. Ügyvitel. Gazdasági ügyek. VI. Büntetések végrehajtása. Tartalommutatók).
- A birósági ügyvitel szabályai. A lajstromrendszeren alapuló új járásbirósági ügyviteli szabályok által megváltoztatott alakukban. Budapest, 1898. (2. kiadás. Az új büntető ügyviteli szabályokkal kiegészítve).
- Örökösödési eljárás. Budapest, 1898. (Grill-féle Jogi Könyvtár IV.).
- Büntető ügyviteli szabályok. (1899. évi 3700. szám a. kelt ig. min. rend.) Jegyzetekkel ellátta és a kapcsolatos rendeletekkel kiegészítette. Budapest, 1899.).
- Tárgymutató az Igazságügyi Törvénytárhoz. Budapest, 1908.
- Igazságszolgáltatási szervezet és törvénykezési beosztás (Farbaky Istvánnal) Budapest, 1909.
- A fiatalkorúak támogatására hivatott jótékonycélú intézmények Magyarországon. (Kun Bélával[3] és Rottenbiller Fülöppel.) Budapest, 1911. Online